# Хессайон, Дэвид Джеральд
Дэвид Джеральд Хессайон (англ. David Gerald Hessayon; 13 февраля 1928[…], Манчестер, Ланкашир — 16 января 2025) — английский ботаник кипрского происхождения, автор широко известных во всём мире научно-популярных книг по садоводству. Первая из его книг была опубликована в 1958 году, к 2008 году общий тираж книг Хессайона достиг 50 миллионов экземпляров. Книги Хессайона стали наиболее продаваемыми книгами по садоводству в истории.

## Краткая биография
Дэвид Хессайон — сын кипрского землевладельца. Вырос в Великобритании — в Манчестере. Получил степень бакалавра ботаники в Университете Лидса. В 1950 году он уехал в США, где работал редактором в небольшой газете. В 1953 году он в качестве научного сотрудника ездил в Гану, затем вернулся в Манчестер, чтобы защитить докторскую диссертацию в области почвоведения. В 1955 году он занял должность руководителя научных работ в Pan Britannica Industries.
Именно к этому периоду относится написание и публикация в 1958 году первой книги Хессайона — Be Your Own Gardening Expert. Как эта, так и последующие книги вышли под заголовком Dr. D. G. Hessayon; ещё одной отличительной особенностью всех книг Хессайона стало присутствие в названии слова «Expert».
Умер 16 января 2025 года.

## Книги Хессайона
После первой книги одна за другой стали выходить новые книги Хессайона, посвящённые садовым и комнатным растениям. Все книги были с рисунками, схемами и фотографиями. За период с 1958 года по 2009 год вышло 20 книг Хессайона на 22 языках, при этом в Великобритании некоторые из этих книг были или до сих пор остаются (как, например, The Vegetable & Herb Expert) в списках бестселлеров.
Причина популярности книг Хессайона заключается прежде всего в том, что любитель, далёкий от ботанической и садоводческой терминологии, с помощью этих книг может довольно быстро приобрести основы навыков, необходимых для выращивания интересующих его растений. Информация в книгах излагается доходчиво, а структура книг такова, что в них несложно ориентироваться. Ещё одним преимуществом книг Хессайона стало большое количество иллюстраций — фотографий растений, схем и рисунков, поясняющих отдельные этапы садоводческих работ.

## Критика
Хессайона критикуют в первую очередь за то, что в его текстах используются «упрощённые» (ненаучные) термины: к примеру, соцветия многих растений он называет цветками. Названия видов, используемые в книгах Хессайона, нередко являются устаревшими. Кроме того, Хессайон не следует в своих книгах правилам и рекомендациям Международного кодекса ботанической литературы в названиях таксонов инфравидового ранга, а также не всегда выделяет одиночными кавычками названия сортов, в результате не всегда понятно, разновидностью или сортом является упоминаемое им растение. Также автор не всегда использует в своих текстах × (знак гибридного происхождения).

## Некоторые издания на русском языке
Во всех книгах Хессайона, изданных на русском языке, автор указан как Д-р Д. Г. Хессайон.
Начальное расположение — в алфавитном порядке русских названий; возможна также сортировка по оригинальным названиям на английском языке
| Русское название | Оригинальное название          |
| --- | ------------------------------ |
| Всё для сада своими руками / Пер. с англ. — 2-е издание, исправленное. — М.: Кладезь-Букс, 2009. — 128 с. — (Всё о…). — 15 000 экз. — ISBN 978-5-93395-329-6.                                                                            | The Garden Diy Expert          |
| Всё о болезнях и вредителях растений / Пер. с англ. — М.: Кладезь-Букс, 2008. — 128 с. — (Всё о...). — 15 000 экз. — ISBN 978-5-93395-288-6.                                                                                             | яяя                            |
| Всё о вечнозелёных растениях / Пер. с англ. — М.: Кладезь-Букс, 2008. — 128 с. — (Всё о...). — 10 000 экз. — ISBN 978-5-93395-246-6. | The Evergreen Expert           |
| Всё о восстановлении и обновлении сада / Пер. с англ. — М.: Кладезь-Букс, 2007. — 128 с. — (Всё о…). — 10 000 экз. — ISBN 978-5-93395-253-4.                                                                                             | The Garden Revival Expert      |
| Всё о газоне / Пер. с англ. — 2-е издание, исправленное. — М.: Кладезь-Букс, 2009. — 128 с. — (Всё о…). — 5000 экз. — ISBN 978-5-93395-339-5.                                                                                            | The New Lawn Expert            |
| Всё о декоративноцветущих кустарниках / Пер. с англ. О. И. Романовой. — 2-е издание, исправленное. — М.: Кладезь-Букс, 2007. — 128 с. — (Всё о…). — 10 000 экз. — ISBN 978-5-93395-249-7.                                                | The flowering shrub Expert     |
| Всё о декоративных деревьях и кустарниках / Пер. с англ. — 2-е издание, исправленное. — М.: Кладезь-Букс, 2008. — 128 с. — (Всё о…). — 10 000 экз. — ISBN 978-5-93395-319-7.                                                             | The Tree & Shrub Expert        |
| Всё о клумбовых растениях / Пер. с англ. — 2-е издание, исправленное. — М.: Кладезь-Букс, 2008. — 144 с. — (Всё о…). — 10 000 экз. — ISBN 978-5-93395-237-4.                                                                             | The New Bedding Plant Expert   |
| Всё о комнатных растениях / Пер. с англ. — М.: Кладезь-Букс, 2008. — 256 с. — (Всё о...). — 38 000 экз. — ISBN 978-5-93395-250-3. | The House Plant Expert         |
| Всё о комнатных растениях. Книга 2 / Пер. с англ. — М.: Кладезь-Букс, 2008. — 128 с. — (Всё о...). — 10 000 экз. — ISBN 978-5-93395-272-5.                                                                                               | The House Plant Expert         |
| Всё о контейнерных растениях / Пер. с англ. — 2-е издание, исправленное. — М.: Кладезь-Букс, 2007. — 128 с. — (Всё о…). — 5000 экз. — ISBN 978-5-93395-247-3.                                                                            | The Container Expert           |
| Всё о луковичных растениях. Исчерпывающее руководство по выращиванию и выгонке цветущих луковичных растений / Пер. с англ. — 2-е издание, исправленное. — М.: Кладезь-Букс, 2007. — 128 с. — (Всё о…). — 5000 экз. — ISBN 5-93395-009-2. | The Bulb Expert                |
| Всё о розах / Пер. с англ. — 2-е издание, исправленное. — М.: Кладезь-Букс, 2008. — 144 с. — (Всё о…). — 12 000 экз. — ISBN 978-5-93395-314-2.                                                                                           | The Rose Expert                |
| Всё о саде, за которым легко ухаживать / Пер. с англ. — 2-е издание, исправленное. — М.: Кладезь-Букс, 2009. — 128 с. — (Всё о…). — 15 000 экз. — ISBN 978-5-93395-328-9.                                                                | The Easy Care Garden Expert    |
| Всё о теплицах в зимних садах / Пер. с англ. — М.: Кладезь-Букс, Expert Books, 2008. — 144 с. — (Всё о…). — 10 000 экз. — ISBN 978-5-93395-291-6.                                                                                        | The New Flower Expert          |
| Всё о цветах в вашем саду / Пер. с англ. — 2-е издание, переработанное и дополненное. — М.: Кладезь-Букс, 2008. — 256 с. — (Всё о…). — 10 000 экз. — ISBN 978-5-93395-251-0.                                                             | The New Flower Expert          |
| Всё об альпинарии и водоёме в саду / Пер. с англ. — 2-е издание, исправленное. — М.: Кладезь-Букс, 2009. — 128 с. — (Всё о…). — 10 000 экз. — ISBN 5-93395-312-8.                                                                        | The Rock & Water Garden Expert |
| Всё об овощах / Пер. с англ. — 2-е издание, исправленное. — М.: Кладезь-Букс, 2007. — 144 с. — (Всё о…). — 5000 экз. — ISBN 978-5-93395-248-0.                                                                                           | The Vegetable Expert           |
| Всё об аранжировке цветов. — 1996. | яяя                            |
| Всё об орхидеях / Пер. с англ. — М.: Кладезь-Букс, 2008. — 128 с. — (Всё о…). — 15 000 экз. — ISBN 978-5-93395-287-9. | яяя                            |

## Награды
В 1993 году Хессайон получил премию British Book Awards. Он был награждён также The Veitch Memorial Medal за вклад в развитие теории и практики садоводства.
В 1999 году Хессайон был награждён сертификатом Книги рекордов Гиннесса как автор лучших бестселлеров Великобритании 1990-х годов среди нехудожественой литературы.
Хессайон — почётный доктор трёх университетов.
В 2007 году Дэвид Хессайон был награждён Орденом Британской империи.